# Franco Rossellini
Franco Rossellini (Roma, 7 novembre 1935 – New York, 3 giugno 1992) è stato un regista, attore e produttore cinematografico italiano, figlio del musicista Renzo e nipote del regista Roberto.

## Filmografia

### Regista
- Viva l'Italia (1960) (assistente alla regia)
- Era notte a Roma (1960) (aiuto regia)
- Il giorno più corto (1962) (aiuto regia)
- Anima nera (1962) (aiuto regia)
- Lo smemorato di Collegno (1962) (aiuto regia)
- La donna del lago (1965)

### Sceneggiatura
- La donna del lago (1965)

### Attore
- Nata di marzo (1957)
- La dolce vita (1960)
- Totò, Peppino e... la dolce vita (1961)

### Produttore
- Teorema (1968)
- Medea (1969)
- Il Decameron (1971)
- Messalina, Messalina! (1977)
- Io Caligola, regia di Tinto Brass (1979)
- La città delle donne (1980) (esecutivo)